# 源兼俊母
源兼俊母（みなもと の かねとし の はは、生没年不詳）は、平安時代後期の歌人。筑前守高階成順の娘。母は伊勢大輔。姉妹に康資王母・筑前乳母らがいた。宇多源氏の源経宗の室となり、笙・和琴の名手源兼俊を産んだ。彼女自身も『後拾遺和歌集』に2首入集する歌人だった。